# 여자와 비
"여자와 비"는 1982년에 개봉한 대한민국의 영화이다.

## 캐스팅
- 정윤희
- 하명중
- 김동현
- 김애경
- 박양례
- 최지원
- 정지숙
- 이종만
- 김기종
- 김지영
- 최무웅